# Simulium bravermani
Simulium bravermani är en tvåvingeart som beskrevs av Beaucournu-saguez 1986. Simulium bravermani ingår i släktet Simulium och familjen knott.
Artens utbredningsområde är Israel. Inga underarter finns listade i Catalogue of Life.